# Urszula Dąbrowska
Urszula Dąbrowska (ur. 1931 w Sopocie, zm. 28 marca 2006) – ewangelistka polskiego pochodzenia, żyjąca na emigracji w Kanadzie, wyznania zielonoświątkowego; była członkiem Pentecostal Assemblies of Canada, głosiła w piętnastu krajach świata.

## Pochodzenie
Wychowała się w majątku Świętosław niedaleko Włocławka. Podczas II wojny światowej była więziona w obozie koncentracyjnym. Od 1952 przebywała w Anglii, gdzie poznała swojego męża Ryszarda Dąbrowskiego. W roku 1956 wyjechała do Kanady wraz z całą swoją rodziną. Tam miała styczność ze Świadkami Jehowy, z którymi, z przyczyn ideologicznych, szybko zaprzestała kontaktu oraz sektą Jima Jonesa, któremu jawnie się przeciwstawiła. Zdarzenie to miało miejsce podczas inauguracyjnego spotkania w nowo otwartym ośrodku w San Francisco. W chwili, kiedy Jones obwołał się Bogiem, Urszula wstała z miejsca i publicznie się temu sprzeciwiła, uznając go za zwodziciela.

## Działalność
U początków jej działalności stały korespondencyjne studia biblijne u pastora Morrisa Cerullo oraz domowe spotkania modlitewne, następnie sprzedała dom i przeniosła się do mniejszej posiadłości. Po dziesięciu latach od tego wydarzenia pastor Max Zollbrecken zaproponował jej etat ewangelistki w kościele, z czego skorzystała.
Od momentu podjęcia etatowej służby na spotkania prowadzone przez Dąbrowską przychodziły tłumy ludzi. Było to nierzadko związane z pytaniami dotyczącymi Jima Jonesa, który był bardzo popularną i kontrowersyjną postacią. Po pewnym czasie Urszula utworzyła własną misję, która nosiła nazwę Ursula Dobrowska Evangelistic Outreach Society. Polskiego pochodzenia ewangelistkę polecały m.in. takie osoby jak Don Gossett z Bold Bible Mission czy też Kent Grerer z Family Worship Centre. Działalność rozpoczęła od Kanady, Stanów Zjednoczonych i Polski. Następnie przyszedł czas na Indie, Ghanę, Kenię oraz inne państwa afrykańskie, ponadto także Brazylię, Grecję (w sumie 15).